# 竜馬がゆく (1965年のテレビドラマ)
『竜馬がゆく』（りょうまがゆく）は、1965年4月19日 - 11月22日に放送されたテレビドラマ。全32回。
司馬遼太郎の同名小説を原作とした初のドラマ化作品である。

## キャスト
- 坂本竜馬：中野誠也
- 桂小五郎：東千代之介
- 吉田東洋：島田正吾
- 武市半平太：内田良平
- 岡田以蔵：佐藤慶
- 西郷吉之助：轟謙二
- 勝海舟：田村高廣
- お田鶴[1]：北条きく子
- お美代：磯村みどり
- 乙女：丘さとみ
- お登勢：南田洋子
- おりょう：山田浩子
- 千葉さな子：槇杏子
- 中岡慎太郎：工藤堅太良
- 岩崎弥太郎：巽秀太郎
- ジョン万次郎：アイ・ジョージ
- 日根野弁治：芦田伸介
- 河田小龍：嵐寛寿郎
- 寝待ノ藤兵衛：田中春男
- 福岡市兵衛：浅香春彦
- はつ：月宮於乙女

- 御影京子
- 近衛十四郎
- 木村元
- 安部徹
- 村田英雄
- 青山京子
- 中山昭二
- 津川雅彦
- 池部良
- 田端義夫
- 楠年明
- 山田真二
- 南道郎
- ナレーター：小沢栄太郎

## スタッフ
- 原作：司馬遼太郎
- 企画協力：マキノ雅弘
- 脚本：高田宏治、鈴木生朗、はざまたけし
- 監督：マキノ雅弘、松村昌治、井沢雅彦、吉田栄治
- 制作：東伸テレビ映画、毎日放送

## サブタイトル
| 各話   | 放送日         | サブタイトル |
| ------ | -------------- | ------------ |
| 第1話  | 1965年4月19日  | 黒潮の夢     |
| 第2話  | 1965年4月26日  | 十九才       |
| 第3話  | 1965年5月03日  | 門出の花     |
| 第4話  | 1965年5月10日  | お田鶴さま   |
| 第5話  | 1965年5月17日  | 道草         |
| 第6話  | 1965年5月24日  | 京の宿       |
| 第7話  | 1965年5月31日  | 江戸の花     |
| 第8話  | 1965年6月07日  | 江戸の青春   |
| 第9話  | 1965年6月14日  | なさけ深川   |
| 第10話 | 1965年6月21日  | 黒船来る     |
| 第11話 | 1965年6月28日  | 海鳴り       |
| 第12話 | 1965年7月05日  | 剣は哭く     |
| 第13話 | 1965年7月12日  | 嫁ぐ日       |
| 第14話 | 1965年7月19日  | 絶唱         |
| 第15話 | 1965年7月26日  | 男ごころ     |
| 第16話 | 1965年8月02日  | 涙の木遣り   |
| 第17話 | 1965年8月09日  | 江戸よさらば |
| 第18話 | 1965年8月16日  | 激流         |
| 第19話 | 1965年8月23日  | 静なる男     |
| 第20話 | 1965年8月30日  | 嵐に咲く     |
| 第21話 | 1965年9月06日  | 風と炎       |
| 第22話 | 1965年9月13日  | 宰相曉に死す |
| 第23話 | 1965年9月20日  | 道二つ       |
| 第24話 | 1965年9月27日  | 無明の町     |
| 第25話 | 1965年10月04日 | 海に燃ゆ     |
| 第26話 | 1965年10月11日 | 坂竜飛騰     |
| 第27話 | 1965年10月18日 | 断腸         |
| 第28話 | 1965年10月25日 | 不滅の灯     |
| 第29話 | 1965年11月01日 | 序曲         |
| 第30話 | 1965年11月08日 | 黎明         |
| 最終話 | 1965年11月15日 | 回天         |